# Kasdir
Kasdir (în arabă قصدير) este o comună din provincia Naâma, Algeria.
Populația comunei este de 7.851 de locuitori (2008).